# Stazione di Gallese-Bassanello
La stazione di Gallese Bassanello è una ex stazione ferroviaria posta sulla linea ferroviaria Civitavecchia-Orte, costruita per servire la località di Gallese. Porta questo nome per distinguerla dalla stazione di Gallese in Teverina, situata sempre nello stesso territorio comunale.

## Storia
Aperta nel 1928, in occasione dell'apertura del tronco ferroviario Ronciglione-Orte, ha visto la chiusura nel 1994, in coincidenza con la chiusura al traffico dell'intero tratto ferroviario.
Al 2002 la stazione risultava presenziata mentre complessivamente 5 erano gli impianti impresenziati sulla linea.

## Strutture e impianti
È dotata di 2 binari passanti per il servizio viaggiatori e di un binario tronco direzione Orte. Il binario 1 e il tronchino sono collegati al raccordo ferroviario che conduce presso un'azienda di costruzioni ferroviarie, la Socofer, presente a poca distanza dalla stazione.

## Movimento
Negli anni ottanta le automotrici diesel ALn668 impiegavano 12 minuti per coprire i 12 km che la separano dalla stazione di Orte e 29 minuti per coprire i 25 km che la separano dalla stazione di Capranica-Sutri, sulla FL3 Roma-Cesano-Viterbo. Da settembre 1994 la linea è sospesa all'esercizio.

## Cultura
La stazione di Gallese Bassanello è stata uno dei set del film La chimera di Alice Rohrwacher, uscito nelle sale nel 2023. Tuttavia, nell'opera cinematografica l'edificio rappresenta la stazione di Riparbella: il fabbricato viaggiatori è stato per l'occasione rinominato tramite l'apposizione di nuove insegne temporanee che non sono state rimosse al termine delle riprese.